# Classe Shirane
La classe Shirane est une classe de deux  destroyers porte-hélicoptères de la Force maritime d'autodéfense japonaise construite par la Ishikawajima-Harima Heavy Industries Co., Ltd de Tokyo.

## Service
Les unités de la classe, les Shirane et Kurama, lancés respectivement en 1980 et 1981 ont été remplacés par les deux navires de la classe Izumo : les Kaga et Izumo en 2015 et 2017.

## Conception
Les deux destroyers sont une version améliorée de la classe Haruna. 

Chacun possède un grand hangar qui abrite trois hélicoptères de lutte anti-sous-marine Mitsubishi SH60.

Ils sont équipés de radars 3D NEC OPS-12.

## Navires
| Nom         | no coque | Lancement         | Service effectif | Date de retrait | Chantier naval | Port d'attache | Photo |
| ----------- | -------- | ----------------- | ---------------- | --------------- | -------------- | -------------- | ----- |
| JDS Shirane | DDH-143  | 18 septembre 1978 | 17 mars 1980     | 25 mars 2015    | IHI Tokyo      | Yokosuka       |       |
| JDS Kurama  | DDH-144  | 20 septembre 1979 | 27 mars 1981     | 22 mars 2017    | IHI Tokyo      | Sasebo         |       |